# 22 Dywizjon Artylerii Ciężkiej
22 dywizjon artylerii ciężkiej (22 dac) – pododdział artylerii ciężkiej Wojska Polskiego II RP.
Dywizjon nie występował w pokojowej organizacji wojska. Został sformowany przez 10 pułk artylerii ciężkiej.

## 22 dac w kampanii wrześniowej

### Mobilizacja
22 dywizjon artylerii ciężkiej został zmobilizowany w dniach 27-30 sierpnia 1939 zgodnie z planem mobilizacyjnym „W”, w mobilizacji alarmowej, w grupie jednostek oznaczonych kolorem „zielonym” w czasie od Z+24 do Z+36. Razem z nim został  zmobilizowany pluton taborowy nr 22. Jednostką mobilizującą był 10 pułku artylerii ciężkiej stacjonujący w Pikulicach pod Przemyślem. Dywizjon był mobilizowany w okolicznych wsiach: Łuczyce, Grochowice i Pikulice. W trakcie mobilizacji nastąpiły opóźnienia w poborze koni do 8 godzin. Uprząż i wozy z poboru wymagały napraw. 22 dac nie otrzymał radiostacji. Dywizjon był organiczną jednostką artylerii 22 Dywizji Piechoty Górskiej, uzbrojoną w trzy 105 mm armaty wz. 1913 i trzy 155 mm haubice wz. 1917.

### Działania bojowe
1 września 1939 o godz. 5.00 dywizjon załadował się na stacji Żurawica i transportem kolejowym wyruszył po południu do miejsca koncentracji macierzystej dywizji. Pierwszym transportem jechała 1 bateria armat, drugim dowództwo dywizjonu z kolumną amunicyjną i taborami, trzecim transportem 2 bateria haubic. Transport 1 baterii został zbombardowany przez lotnictwo niemieckie w rejonie Krakowa. Jeden kanonier poległ, a kilku innych zostało rannych. Transport 2 baterii też był bombardowany, jednak obyło się bez strat, doszło jedynie do opóźnienia ze względu na uszkodzenie torowiska. 2 września po południu transport dowództwa dywizjonu, z kolumną amunicyjną i taborami dotarł do Krzeszowic, gdzie został wyładowany. Obie baterie dywizjonu wyładowano na stacji Kraków-Płaszów, skąd marszem zostały skierowane do Olkusza, gdzie dołączyły do dowództwa 22 dac. Dywizjon stanął na postój w lasach na wschód od Olkusza. W nocy 3 września 22 dac zajął stanowiska 4 km na zachód od Olkusza, miał wspierać oddziały Grupy Fortecznej Obszaru Warownego „Śląsk”. Rozkazem dowództwa tabor i kolumna amunicyjna dołączyły do taborów dywizyjnych i odeszły na wschód. 4 września po południu 22 dac zwinął swoje stanowiska i pomaszerował trasą Olkusz, Sułoszowa, Zadroże, Ściborzyce, gdzie rano 5 września stanął na postój. Tu dołączyła do dywizjonu kolumna amunicyjna. Nocą 5/6 września wyruszył trasą Nasiechowice, Racławice, Skalbmierz i Działoszyce, gdzie za miastem po wschodniej stronie zatrzymał się na postój. Nocą 6/7 września dywizjon podjął marsz przez Czarnocin docierając wieczorem 7 września do Wiślicy i Koniecmostów. 8 września o świcie 22 dac przeprawił się przez Nidę. Zajął stanowiska ogniowe na wschodnim brzegu rzeki. Nie uzyskano styczności z nieprzyjacielem. W nocy 8/9 września dywizjon w składzie kolumny głównej 22 DPG wyruszył poprzez Wiśniówkę, Łatanice do Buska i w kierunku na Stopnicę. 9 września o świcie 22 dac dotarł do Buska, następnie do wsi Owczary, gdzie zajął stanowiska ogniowe. Od godz. 9.00 rozpoczął wsparcie artyleryjskie 6 pułku strzelców podhalańskich atakującego oddział wydzielony niemieckiego VII Korpusu Armijnego obsadzającego wzgórza nad Żernikami Górnymi i w rejonie wsi Szczaworyż. Natarcie w kierunku wzgórz postępowało powoli, szczególnie skuteczny ostrzał prowadziła 2 bateria haubic. Po godzinie 11.00 artyleria niemiecka silnie ostrzelała stanowiska 22 dac w rejonie Owczar. Jednocześnie od strony Pińczowa poprzez Busko wyszło silne natarcie niemieckiej piechoty z 27 DP. Szczególnie od ostrzału artyleryjskiego ucierpiała 1 bateria armat, która następnie została ostrzelana przez broń maszynową niemieckiej piechoty. Poniosła wysokie straty osobowe oraz w koniach. Niemiecki ostrzał spowodował zniszczenie jednej armaty w 1 baterii. Spowodowało, to wybuch paniki w baterii i osłaniającym artylerię II batalionie 5 pułku strzelców podhalańskich, który opanował mjr Walerian Krzyżyński. Zgodnie z rozkazem dowództwa dywizji, 22 dac pospiesznie wycofał się w kierunku Stopnicy. 22 dac dotarł do rejonu wsi Kików, za linie obrony 2 pułku strzelców podhalańskich. Zajął stanowiska ogniowe, z których od godz. 16.00 rozpoczął ostrzał kolumn niemieckiej piechoty maszerującej w ślad za cofającymi się częściowo rozbitymi oddziałami 22 DPG. Ok. godz.17.00 niemiecka piechota atakująca 2 pspodh. i batalion zbiorczy 5 i 6 pspodh. zbliżyła się do stanowisk 2 baterii haubic, ostrzał niemieckiej artylerii i broni maszynowej spowodował straty w obsługach haubic poległych i rannych oraz koni. Rozkazem dowódcy dywizji, 22 dac podjął odwrót przez Stopnicę na Rytwiany i do Baranowa na przeprawę przez Wisłę. W trakcie marszu po ciężkim piaszczystym terenie pozostawiono z braku wystarczającej ilości koni jedną z haubic wymontowując z niej zamek i przyrządy celownicze.         
Po dotarciu do Baranowa 10 września ok. godz. 10.00 jedna z baterii dywizjonu osłaniała przeprawę przez most na Wiśle pod Baranowem, zajmując stanowiska ogniowe na zachodnim brzegu Wisły. Prowadziła przez resztę dnia ostrzał podchodzących w rejon Baranowa oddziałów niemieckich. Wieczorem dywizjon przeprawił się przez Wisłę po moście pontonowym, na wschodni brzeg rzeki. 22 dac po przeprawie zatrzymał się na postój w rejonie Baranowa. 11 września rano artyleria niemiecka rozpoczęła intensywny ostrzał wschodniego brzegu Wisły, z uwagi na to dywizjon podjął marsz w kierunku Tarnobrzega. Podczas marszu na nowe stanowiska ogniowe w rejonie wsi Stale koło Tarnobrzega, na maszerujące czoło kolumny dywizjonu spadła pojedyncza salwa niemieckiej artylerii, w wyniku której ranni zostali mjr Walerian Krzyżański, ppor. Tadeusz Wyrembek, 2 kanonierów, zginęło kilka koni zwiadu dywizjonu. Dowództwo dywizjonu objął kpt. Mieczysław Widajewicz. Następnie 22 dac przemaszerował do Niska, gdzie po moście przeprawił się przez San i odszedł do rejonu Radomyśla, gdzie zatrzymał się na całodobowy postój. 13 września 22 dac został podporządkowany dowódcy Grupy Fortecznej OW „Śląsk” płk. Wacławowi Klaczyńskiemu. Nocą 14/15 września dywizjon wykonał marsz do wsi Dąbrowica koło Biłgoraja. Tam nastąpiła reorganizacja 22 dac, który z czterema posiadanymi działami, wcielony został jako bateria 22 dac, w skład 95 dywizjonu artylerii ciężkiej. 15 września bateria 22 dac podczas przemarszu przez Biłgoraj dostała się pod silny nalot bombowców niemieckich, w jego wyniku bateria poniosła straty osobowe, w koniach i sprzęcie. W nocy 15/16 września po uporządkowaniu baterii, podjęła marsz w kierunku Zwierzyńca. Bateria w uszczuplonym składzie, wraz z resztkami 95 dac wspierały piechotę w walkach pod Łosińcem i Maziłami. Wspierała oddziały 23 Dywizji Piechoty, 19 września wystrzelała ostatnie pociski podczas bitwy pod Tomaszowem Lubelskim. 20 września bateria zniszczyła swoje dwie ostatnie haubice, do których nie było już amunicji. Żołnierze rozproszyli się, dzieląc się na drobne grupki.

## Organizacja wojenna i obsada personalna
Dowództwo dywizjonu
- dowódca dywizjonu - mjr Walerian Krzyżyński (do 11 IX 1939), kpt. Mieczysław Widajewicz
- adiutant dywizjonu - ppor. rez. Tadeusz Zimniak
- oficer zwiadowczy - ppor. Tadeusz Wyrembek
- dowódca kolumny amunicyjnej - ppor. rez. Jan Spring
- dowódca 1 baterii - por. Stanisław Bień
  - oficer zwiadowczy -
  - oficer ogniowy -
- dowódca 2 baterii - kpt. Mieczysław Widajewicz
  - oficer zwiadowczy - ppor. rez. Roman Maksymowicz
  - oficer ogniowy - por. rez. Zbigniew Mareczek